# 曾成钢
曾成钢（1960年—），汉族，浙江平阳人，中华人民共和国雕塑家、政治人物，中国美术家协会副主席、中国雕塑学会副会长，中国农工民主党党员，第十一、十二、十三届全国政协委员。

## 生平
2008年，当选第十一届全国政协委员，代表文化艺术界，分入第二十八组。2018年1月，当选第十三届全国政协委员。